# Ндур, Вивиан
Вивиан Ндур (фр. Viviane Ndour, урождённая Вивиан Чидид фр. Viviane Ndour; 29 сентября 1973 года) — сенегальская поп-певица, бывшая бэк-вокалистка и бывшая сноха (жена брата) Йуссу Н’Дура. Вивиан известна как королева сенегальской музыки. Её музыка сочетает в себе традиционную сенегальскую музыку мбалакс с элементами американского рэпа, R&B и кантри. Она выпустила свой первый альбом в 1999 году и сформировала группу под названием «Le Jolof Band» в 2001 году. Большинство её песен написаны либо на языке волоф, либо на английском языке, хотя несколько — на французском, официальном языке Сенегала. 31 марта 2012 года лейбл Wonda Music продюсера Джерри «Уандера» Дюплесси подписал с ней контракт на своем лейбле звукозаписи. С тех пор Вивиан работает с Джерри Вонда, и её альбом был выпущен в 2015 году.

## Личная жизнь
Чидид родилась 29 сентября 1973 года в Мбуре, Сенегал. Её отец из Ливана, а мать из Мавритании. Её бабушка по материнской линии родом из Мали. Она родилась христианкой, но позже приняла ислам. В начале 1990-х годов Вивиан обратилась в ислам посредством шейха Сериня Салиу Мбаке, сына Амаду Бамбы Мбаке. Несколько лет спустя, когда она вышла замуж за Бубу Ндура, брата Йуссу Н’Дура, у них родилось двое детей Зейна и Филипп. Пара развелась.

## Альбомы и видео
По состоянию на 2009 год у Вивиан было два альбома, которые активно продавались на рынке, в продуктовых магазинах и даже в магазине в аэропорту Сенегала. Эти два альбома были «Bataclan Cafe» (самый последний) и «Man Diarra», который появился в 2005 году.
«Bataclan Cafe» содержит работу, записанную вживую на концерте, и ее хит "Beggue Na Lenn" (что в переводе на русский язык означает "люблю вас всех"), на который у нее есть видеоклип; он регулярно крутился на сенегальском телевидении в 2007 году. Хит-сингл с альбома «Man Diara» 2005 года был «Kagna La Giss». В песне она энергично поет о том, как скучает по любимому человеку, и мечтает и желает его возвращения. Как и многие песни волоф, и как традиция в музыке этого региона, песня нарастает и нарастает до кульминации, и в последнем куплете она кричит разным людям. В 2010 году она впервые обрела международную известность, снявшись в рекламе для компании по производству крекеров Ritz, где её можно услышать поющей песню «Ta Ta Viviane!».
31 марта 2012 года Вивиан подписала контракт с «Wonda Music». Она работала с удостоенным премии Грэмми продюсером ДюплессиДжерри Дюплесси в студии звукозаписи «Platinum Sound Recording Studios» в Нью-Йорке.

## Другие популярные песни и видеоклипы
Другие её хитовые видео - это треки, такие как: «Welcome to Africa» с Mokobe, и, возможно, ее величайшее достижение, «Cheri Boy», в котором мы видим, как Вивиан без усилий смешивает хип-хоп, R&B, регги и традиционную сенегальскую музыку в одном треке. Ритм песни имеет мягкое, плавное регги-ощущение, припев спет в стиле R&B, а куплеты - это 16-тактовый рэп, как в американском стиле хип-хопа.

## Отношение к американской музыке
Историю, вкратце рассказывающую об отношениях Ндур с американской музыкой, рассказывает Лайкэмбе в своем блоге:
«Говорят, что когда Вивиан впервые услышала песню Алии «Are You That Somebody?», она подумала, что это американцы копируют сенегальскую музыку. Её ремейк «Goor Fit», представленный на альбомах Entre Nous/Between Us/Ci Sunu Biir, оказался одной из её самых запоминающихся и популярных песен, поэтому, естественно, должна была быть ещё одна версия, «Am Fit» с альбома 2003 года Fii Ak Fee (Jololi). Мне всегда нравился оригинал Алии, но версии Вивиан выводят песню на совершенно новый уровень».

## Живые выступления
Хотя некоторые из её песен могут заимствовать американские стили, Вивиан все ещё остается верной своим корням как сенегальской артистки. В её живых выступлениях песни не следуют обычным 3-5-минутным форматам американских песен. Обычно у неё есть живая группа, а работа на барабанах осуществляется в традиционной манере, когда танцор будет делать движения, естественно реагируя на любые изменения в ритме, которые может решить сделать барабанщик. Незаписанная, когда Ндур решит, она снова вернется к песне, но большая часть её отделена взаимодействием/импровизацией с аудиторией.

## Почести

### Награды
- 2002 Kora Awards — номинация
- 2011 AFROTAINMENT MUSEKE AFRICA MUSIC AWARDS — Победитель
- 2012 Cameroon Entertainment Awards — Победитель
- 2012 Nigerian Entertainment Awards — Победитель
- 2012 Kora Awards — Номинация
- 2013 PORO AWARDS 2013 Абиджанский всемирный музыкальный фестиваль — победитель
- 2016 WatsUp TV Africa Music Video Awards 2016 — Победитель (Лучшее африканское женское видео)

### Номинации
- Премия журнала African Muzik Magazine Awards 2014 (Лучшая певица Западной Африки) - (Номинирована)[8]
- Премия Car Battery Awards 2012 (ЛУЧШИЙ) — Победитель

## Альбомы
- Entre Nous/Between us/Ci sunu biir: 1999
- Nature: 2000
- Le Show: 2001
- Tere Nelaw: 2002
- Fii ak Fee: 2003
- Viviane et Freres: 2004
- Man Diarra: 2005
- Bataclan Cafe: 2007
- Wuyayooy: 2010
- Retaan: 2014
- Wuyuma: 2016
- Benen Level: 2020